# Яценко, Борис Иванович
Борис Иванович Яце́нко (укр. Бори́с Іва́нович Яце́нко; 3 июля 1933, Ромны, Сумская область, УССР — 8 марта 2005) — советский и украинский филолог и историк, исследователь «Слова о полку Игореве» и других памятников древнерусской литературы, исследователь «Велесовой книги», автор псевдоисторических идей об истории украинского народа.

## Биография
Окончил Горловский педагогический институт иностранных языков. С 1958 года работал учителем средней школы в селе Велятино Хустского района Закарпатской области. До 1966 года был партийным работником. С 1966 являлся заведующим кабинетом иностранных языков Закарпатского областного института усовершенствования учителей. Работал в историко-филологическом отделении Ужгородского филиала Института проблем регистрации информации.

## Исследовательская деятельность
Большое число публикаций Яценко посвящено исследованию «Слова о полку Игореве», в том числе малоизученным проблемам этого памятника. Занимался текстологией и палеографией Слова. Яценко считал ошибочным разделение на слова фрагмента зачина Слова в первом издании. Выступал против гипотезы о путанице листов при переписке произведения. С точки зрения Яценко, Троянь из Слова — тройственный государственный союз восточнославянских племён — полян, древлян и роксолан (руси) на Днепре с IV веке н. э.; шеломени — оборонительные сооружения Трояни IV—VI веков. Считал, что к «Золотому слову» (часть памятника) следует «относить все обращения и призывы к князьям, то есть весь текст от слов „О моя сыновця Игорю и Всеволоде“ до плача Ярославны». «Золотое слово» рассматривается как политическое завещание Святослава его преемнику, Игорю Новгород-Северскому. Одна из статей Яценко посвящена князю Борису Вячеславичу, упоминаемому в Слове, выводы которой, по оценке филолога Е. Г. Водолазкина, представляют интерес не только для комментария к Слову, но и для понимания событий 70-х годов XI века. По Яценко, Борис Вячеславич в «Слове» — сын Вячеслава Владимировича, который в 1015 году получил в наследство Чернигов. Две работы посвящены анализу летописных известий о походе князя Игоря Святославича. Яценко считал, что князь Игорь шёл через шеломени Переяславщины и сжёг в тех местах город Глебов, отомстив переяславскому князю за разорение северских земель. Солнечное затмение послужило сигналом к выступлению Игоря в поход для защиты русской земли от половцев. При создании Слова использовались тексты Переяславской и Черниговской повестей конца XII века. Яценко предлагал датировать Слово 1198—1202 годами: фраза «свивая славы оба полы сего времени» указывает на поход Игоря Святославича в 1185 году и дату его вокняжения в Чернигове — 1198 году, поэтому Слово не могло быть написано раньше 1198 года.
Позднее взгляды Яценко на Слово претерпели некоторые изменения. В статье «Про концепцію „Слова о полку Ігоревім“» исследователь утверждал, что в работах украинских учёных о Слове отразилось «имперское понимание истории Киевской Руси». По мнению Яценко, они отражают в основном статический подход к текстам, который «не поддается критическому анализу и используется только для иллюстрации готовых концепций». Вслед за М. Т. Гойгел-Соколом, Яценко считал автором Слова воеводу Ольстина Олексича. Создание памятника он датировал 1198 годом. Яценко утверждал, что призыв Слова к единению Русской земли имел в виду не реставрацию Древнерусского государства: речь шла о будущем украинского народа. По его мнению, с целью низвести Киев на роль вассала и приуменьшить его значение, позднейшие «московские идеологи использовали все средства, в том числе манипуляции с иконой и церковью Пирогощей», что было поддержано также украинскими учёными. «Официозу удалось удержать „Слово“ в узких хронологических рамках 1185 года», что якобы изменило и затемнило патриотические идеи произведения. Яценко осуществил также ритмический перевод Слова на украинский язык.
Яценко являлся сторонником подлинности «Велесовой книги» (сочинение, выдаваемое за текст IX века, но признанное научным сообществом фальсификацией XX века). Он подробно проанализировал графику и фонетику текста и относил создание «Велесовой книги» к концу IX — началу X века, но, в отличие от большинства других сторонников подлинности этого сочинения, считал, что протограф известного текста «Велесовой книги» был создан не в Новгороде, а в Западном Полесье, отразив диалектные особенности этого региона («вона записана на Прип'ятi в районi Захiдного Полiсся i iдобразила дiялектнi особливостi цьего регiону»), позже того времени, которым её обычно датируют сторонники подлинности, а дошедший до Ю. П. Миролюбова (эмигранта, одного из первых публикаторов и вероятного автора «Велесовой книги») список (дощечки) относится к XVII веку и был создан украинцем. Яценко критикует филологов Л. П. Жуковскую и О. В. Творогова: отмеченные ими несообразности языка «Велесовой книги» Яценко объясняет сложной историей её текста и разновремёнными вкраплениями. Яценко писал: «Можно ли неопровержимо доказать, что „дощечки“ были действительно изготовлены в IX столетии? Совсем нет. Просто так было решено ещё до анализа лексики и орфографии «Велесовой книги». И далее все орфографические признаки были преподнесены разочарованному читателю, как доказательства фальсификата».
В 1995 году Яценко с помощью кандидата филологических наук и сторонника украинской версии псевдоисторической «арийской» идеи В. А. Довгича, издал «Велесову книгу» в виде специального выпуска журнала «Индо-Европа», главным редактором которого является Довгич. В этом издании Яценко и Довгич утверждали, что украинцы происходят от древних «укров», которые в глубокой древности расселялись от Эльбы до Днепра и Дуная. Яценко отвергал аргументы учёных, доказывавших поддельность «Велесовой книги». Яценко использовал «Велесову книгу» для подтверждения своей старой гипотезы, что украинский народ сложился из слияния трёх разных племён – двух славянских (анты-поляне и древляне) и одного ираноязычного (роксоланы-сарматы), а последние передали новому образованию своё название «рокс/рос». Отсюда Яценко объяснял и название «земли Троянь», якобы символизировавшей тройственный союз данных племен.
В 2001 году Яценко опубликовал новое издание «Велесовой книги», включающее текст произведения, набранный современным гражданским письмом, украинский и русский переводы, исследование, список разночтений между имеющимися копиями текста, словарь собственных имён и некоторых трудных слов.
По мнению Яценко, в раннем железном веке, если не раньше, в Центральной Европе жил «один славянский народ — укры» (в данном контексте синоним понятия «арийцы»). Он помещал Трою на территорию Украины. Также он разделял идею существования и автохтонности древнего «украинского алфавита», первичного в сравнении с западносемитским (ханаанским) алфавитом из Леванта, греческой и латинской письменностями. Яценко «расшифровал» надпись («эпитафию») на «могиле Энея», расположенной в окрестностях Рима, на основе украинского языка и пришёл к выводу о прямом родстве троянцев и этрусков с современными украинцами. Возникновение Киева он датировал 430 годом.
Вхождение Украины в состав Российской империи трактовалось им как национальное унижение, поскольку именно «державный народ» Украины основал современную Россию, дал ей свой генофонд, название, культуру, просвещение, религию и язык.
По мнению Яценко, «академическая наука» закомплексована на испытанных стереотипах: «це і просте небажання що-небудь змінювати у своїх наукових орієнтаціях; це і можливе недовір'я до генія українського народу, початок формування якого звикли відносити до XIV століття н. д.; це і невпевненість у надійності практикованих наукою методів дослідження і рівня свого професіоналізму».

## Критика
По мнению филолога А. А. Алексеева, привычная академическая форма издания Яценко «Велесовой книги» способствует внедрению этого произведения в культурный обиход и школьное образование. Филологи О. В. Творогов и А. А. Зализняк отмечают, что его гипотеза об истории текста «Велесовой книги» никак не проясняет отмеченную критиками бессистемность в морфологии и синтаксисе (не свойственную славянским языкам никакого периода), образование ошибочных форм по образцу разных языков, абсолютную несовместимость с грамматикой славянских текстов IX—XVII веков, а также необычность создания копий языческого текста «докириллическим письмом» на дощечках в такую эпоху, как XVII век. Алексеев отмечает, что в своём лингвистическом анализе Яценко не затронул вопросов грамматики. Творогов пишет, что Яценко не рассматривает саморазоблачительных высказываний Миролюбова.
По мнению Алексеева, издание Яценко «Велесовой книги» (2001) выполняет на Украине «национальный заказ», поскольку оно осуществлено на средства И. Г. Кислюка, биография которого вместе с портретом завершают издание, а также сообщается, что меценат считает «Велесову книгу» «священною для нашого народу» и что «Іван Кісьлюк та його однодумці вперто по-ширюють національні ідеі та надбання серед разбурханого моря низькопробноі іноземщини».
Историк В. А. Шнирельман считает, что Яценко «переводил» «Велесову книгу» таким образом, чтобы её текст соответствовал заданной концепции.

## Основные публикации
- Про Троянь // Архіви Украïни. 1970. № 6. С. 34—43;
- Коментуючи безсмертну поему…: (Два звернення до Руськоï землі у «Слові о полку Ігоревім») // Рад. літ. — 1973. — № 7. — С. 33—38;
- Кто такой Борис Вячеславич «Слова о полку Игореве»? // Труды Отдела древнерусской литературы. — 1976. — Т. 31. — С. 296—304;
- О. І. Маркевич про «Слово о полку Ігоревім» // Украïнське літературознавство. — Львів, 1976. — Вип. 27. — С. 108—113*
- Про «золоте слово» Святослава Киïвського // Рад. літ. — 1976. — № 5. — С. 53—59.
- Солнечное затмение в «Слове о полку Игореве» // Труды Отдела древнерусской литературы. — 1976. — Т. 31. — С. 116—122.
- Az Igor-enek es a kronikak // Kalendarium ’82. Urshoroel, 1981. С. 85—86. На венг. яз.
- Северские князья в «Слове о полку Игореве» // РЛ. — 1981. — № 3. — С. 106—110.
- Князь Ігор у «Слові о полку Ігоревім» // Киïвська Русь: Культура, традиціï. — Київ, 1982. — С. 51—58.
- Лаврентьевская повесть о походе Игоря Святославича в 1185 году // РЛ. — 1985. — № 3. — С. 31—42.
- Словознавча конференція в Ленінграді // Рад. літ. — 1986. — № 3. — С. 79—80.
- Черниговская повесть о походе Игоря Святославича в 1185 году // Исследования «Слова». — С. 38—57.
- К вопросу о перестановках в тексте «Слова о полку Игореве» // РЛ. — 1987. — № 3. — С. 105—111.
- Слово о полку Игоревім, сина Святославового, внука Олегового [пер. Слова] // Марсове поле: Героïчна поезія Украïни X — початку XVII ст. — Київ, 1988. — С. 50—68.
- Роман Волинський у «Слові о полку Ігоревім» // Тези республ. конференціï. Луцьк, 1988.
- Зачин в «Слове о полку Игореве» // РР. — 1989. — № 2. — С. 107—110.
- (совм. с В. Б. Яценко) Троянь у «Слові о полку Ігоревім» // Историзм и обстоятельства. — С. 42—44.
- Отъ стараго Владимера до нынѣшняго Игоря: (хронологічні рамки «Слова») // Историзм и обстоятельства. — С. 44—47.
- Украïна i Русь у ретроспективi // Iндо-Європа. — 1991. — № 1. — С. 61—67.
- Об авторе «Слова о полку Игореве»: (проблемы поиска) // Труды Отдела древнерусской литературы. — 1993. — Т. 48. — С. 31—37.
- Про концепцію «Слова о полку Ігоревім» // Березиль. 1993. — № 7—8. — С. 139—157.
- «Велесова книга» — пам’ятка IX столiття // Русь Киïвська. — Київ, 1994. — № 2 (2). — С. 10.
- Таемниця осiйського гратфiтi VIII столiття до новоi доби // Украiнське слово. — 1996. — 15 августа. — С. 12.
- Велесова книга. Збірка праукраінських пам'яток I тис. до новоі доби — I тис. новоі доби. Упорядк., ритм. переклад, підг. автентичного тексту, довід. мат. Б. Яценка. — Київ, 2001.